# Sivi vuk
Vuk (lat. Canis lupus) vrsta je životinja u porodici pasa.

## Osobine
Veličina i težina vukova se jako razlikuje jer nastanjuju vrlo velika i različita područja.
- Najveći vukovi (žive u hladnim područjima Latvije, Bjelorusije, Aljaske i Kanade) dosežu dužinu tijela (od vrha njuške do početka repa) do 160 cm, a rep je dugačak još do 52 cm. U ramenima je visok oko 80 cm a mogu doseći težinu do 60 kg.

- Najmanji vukovi žive na Bliskom Istoku i na Arapskom poluotoku. Duljina tijela im je oko 80 cm, masa 30 kg a rep je dug oko 10 cm.

Ženke su oko 2 – 12 % manje od mužjaka i 20 – 25 % lakše od njih.

## Rasprostranjenost
Do početka razvitka poljoprivrede i stočarstva vuk je bio najrasprostranjenija zvijer na zemlji. Bio je rasprostranjen u cijeloj Europi i Aziji sve do sjeverne Afrike kao u sjevernoj Americi. U velikim dijelovima tog nekada divovskog područja rasprostranjenosti, a naročito u zapadnoj Europi i sjevernoj Americi, ljudi su ga gotovo iskorijenili. U istočnoj Europi, na Balkanu, u Kanadi, Sibiru, Mongoliji i u manjoj mjeri u Iranu još postoje veće međusobno povezane populacije vukova. Inače, može ga se sresti još samo u malim, međusobno izoliranim zajednicama koje obuhvaćaju i manje od 100 životinja.

## Životni prostor
Vukovi žive u velikom broju najrazličitijih okoliša. Zahvaljujući svojoj velikoj prilagodljivosti, uspijevaju živjeti u ledenim područjima Arktika, kao i u pustinjama sjeverne Amerike i centralne Azije. Većina vukova nastanjuju travnata područja i šume. Danas je poznat prije svega kao šumska životinja, ali to je posljedica činjenice, da ga je čovjek vrlo davno istisnuo s otvorenih područja.
Svi čopori imaju teritorije čija veličina često ovisi o količini plijena ili terenu. Veličina teritorija može biti između dvadesetak do par tisuća kilometara i često varira zbog migracije plijena. Čopor će često obilaziti svoj teritorij i ponovno ga obilježavati, ponajviše alfa par. Teritorij obično obilježavaju urinom i izmetom premda to često čine i uz pomoć žlijezdi na šapama te lizanjem ili trljanjem tijela o obližnja drveća i kamenje. Time daju drugim vukovima na znanje da određeno područje pripada njima (to također mogu i činiti zavijanjem). Vukovi su jako zaštitnički nastrojeni što se teritorija tiče ali sukobi čopora nisu česti jer se obično međusobno izbjegavaju. Ipak, ako nepoznati vuk upadne na njihov teritorij čopor će ga odmah otjerati ili ubiti.

## Način života

### Ponašanje i socijalna organizacija
Na vrhu svakog čopora je par alfa, mužjak i ženka. Odmah ispod njih po zapovijednom lancu je beta, a najniži vuk je omega. Vukovi (za razliku od domaćih pasa) spolno sazrijevaju tek s dvije godine i za to vrijeme ostaju s roditeljima.

### Sporazumijevanje
Vukovi se sporazumijevaju govorom tijela, mirisom i ponekad zvukovima, a najčešće koriste rep i uši.
Kad vuk želi pokazati svoju nadmoć ukočit će sebe i rep. Uši će mu biti uspravne i usmjerene prema naprijed, krzno će se malo nakosriješiti, a rep podići. Zurit će u poniznog vuka, a može i pokušati stati preko njega tako da ponizni vuk leži na zemlji dok je dominantni nad njim.
Ljutom vuku će nakostriješiti krzno na vratu i leđima, počet će režati, uši će mu biti uspravne, a usne će mu se podići pokazujući očnjake. Može se i pognuti tako da bude u položaju za skok i napad.
Uplašeni vuk će se pokušati učiniti što manjim i tako izgledati kao manja prijetnja. Skupit će se, uši će priljubiti uz vrat i podviti rep te početi cviliti.
Veseli će vuk mahati repom kao pas i isplaziti jezik.
Zaigrani vuk će podići rep preko leđa i mahati njime te se nakloniti, prednjim dijelom pri zemlji. Ovako se često ponašaju i psi pri igri.
Pokoran vuk će se ponašati kao i uplašeni i lizati dominantnog vuka oko gubice (što je rep podvijeniji i što je vuk skučeniji to je veća pokornost), a najveći prikaz pokornosti je kada vuk izlaže svoj ranjivi vrat i trbuh tako da legne na leđa i noge privije uz tijelo. Obično i cvili.

### Razmnožavanje
Iako se ponekad može u divljini sresti jednog usamljenog vuka, normalan društveni život vukova odvija se u čoporu. Vučji čopor se u pravilu sastoji od roditeljskog para i njihovih potomaka, dakle, riječ je o obitelji. Vukovi (za razliku od domaćih pasa) spolno sazrijevaju tek s dvije godine i za to vrijeme ostaju s roditeljima. Prošlogodišnji mladunci pomažu roditeljima u podizanju sljedeće generacije mladunaca. U normalnim uvjetima, u jesen se vučji čopor sastoji od roditeljskog para, njihovih mladunaca iz prethodne kao i mladunaca iz te godine. S dosizanjem spolne zrelosti, mladi vukovi u pravilu napuštaju teritorij svojih roditelja i kreću u potragu za vlastitim područjem. Roditelji su uvijek dominantni u odnosu na svoj podmladak, pa obično i nema puno borbi oko dominacije. Do parenja između srodnika u pravilu ne dolazi, čak i kad ne postoji drugi seksualni partner. Pri tome, mužjak je taj koji odbija parenje.
Vuk je monogaman (ostaje s jednim partnerom do kraja života). Svoju družicu osvaja borbom.
Razdoblje skotnosti je oko šezdeset dana, a u jednom leglu je u pravilu između troje i sedam (ponekad se dogodi i četrnaest) mladunaca.

### Ishrana
Osnovu vučje hrane čine veliki biljožderi, pri tome lovi onu vrstu koja je najčešća u području na kojem živi. Na sjevernim dijelovima područja na kojem su rasprostranjeni pretežno love u čoporu sobove, irvase, srne ili neku drugu jelensku divljač. U njihovu lovinu u istočnoj Europi spadaju i divlje svinje. Redovno love i male glodavce te dvojezupce kao što su zečevi, kunići, krtice i miševi. U slučaju nestašice divljači, vukovi će jesti i strvinu kao i otpatke. 
vitamine i neophodne elemente u tragovima vukovi ne dobivaju isključivo hraneći se biljožderima, nego i sami jedu biljnu hranu. U vrlo kvalitetnu hranu za vukove ubraja se razno bobičasto voće koje raste na njihovom području, kao i listovi nekog bilja i trave.
Poslovična proždrljivost vukova spada u područje bajki i legendi. Prema aktualnim istraživanjima, godišnja potreba jednog vuka za hranom kreće se između 500 i 800 kg po pojedincu. U prosjeku, vuk jede oko 2 kg dnevno, ali se pri tome mora uzeti u obzir i duža razdoblja u kojima vukovi ne uspiju uloviti ništa. Izuzetno, vuk može pojesti odjednom i do 10 kg mesa, ali on iza toga, na drugom mjestu, dio tog mesa povrati i zakopa ga kao zalihu. Mladi vukovi često jedu kukce.

## Čovjek i vuk

### Domesticiranje vuka
Danas je dokazano da domaći pas potječe od vuka. Genetička istraživanja su pokazala da se tzv. "pra-pas" odvojio od vuka još prije više od 100 000 godina.
Jedna pretpostavka je, da se vuk priključio čovjeku prije oko 14 000 godina kako bi se hranio ostatcima ljudske hrane. S vremenom je postao pitomiji, a ljudi su spoznali moguću korist od njih (tzv. torf-pas). Prema drugoj pretpostavci, vuk je u početku služio kao izvor mesa, prije nego što se spoznalo da kao domaća životinja može biti koristan i na drugi način.
Kod nekih pasmina domaćih pasa se srodnost s vukom još jako dobro može vidjeti. Psi pratipa (grupa 5 u FCI kasifikaciji) kao što su samojed, sibirski haski, aljaski malamut, kanaanski pas i akita inu pokazuju i danas svojim izgledom srodnost s vukom, kao što je šiljasta njuška, šiljaste i uspravne uši i četvrtasta građa tijela. i neke druge pasmine, kao recimo njemački ovčar pokazuju još određenu sličnost s vukom. Ali mišljenja da to dokazuje njihovu bližu srodnost s vukovima spada u područje mitova.
Tijekom 20. stoljeća su u Češkoj, Nizozemskoj i Italiji rađeni pokusi s uzgojnim križanjem nekih psećih pasmina s vukom. U međuvremenu se ti pokusi smatraju neuspjehom, jer je kod križanaca u većini slučajeva dolazilo do dominantnog izbijanja vučjih osobina, kao što je plašljivost, neprilagodljivost življenju uz čovjeka u urbanim uvjetima.

### Odnos čovjeka prema vuku
Poštovanje
Veliki broj naroda koji su živjeli od lova su u vuku vidjeli ravnopravnog ili čak nadmoćnog konkurenta čijoj su se spretnosti i izdržljivosti divili i štovali ih. Imena koja su česta u sjevernoj Europi, a potječu od naziva vuk (Wolf, Wolfgang, Wolfhard) podsjećaju na štovanje vuka prisutno u kulturama naroda lovaca. Osim toga, smatralo se da određeni dijelovi vučjeg tijela imaju i ljekovita svojstva. 
Vuk kao čovjekov neprijatelj
Nasuprot navedenom, u tzv. sjedilačkim kulturama se vuk smatrao neprijateljem koji ubija korisne životinje. Od srednjeg vijeka pa sve do ranog razdoblja novog vremena je odnos čovjeka prema vuku bivao sve više određen strahovima i demoniziranjem vukova. Snažno širenje naselja i poljoprivrednih površina i držanje stoke na otvorenom, kao i naročito, sve do 19. stoljeća raširena, šumska ispaša goveda, ovaca, svinja i konja, dovodila je do velikih gubitaka tih životinja od vukova. Iako su sigurno mnoga izviješća o gubitcima bila neumjereno pretjerana, a dio gubitaka su sigurno izazvali i psi-skitnice, stvarni gubitci kod takvog načina stočarenja su za seljake bili značajni. Ovoj prehrambenoj konkurenciji između čovjeka i vuka, ubrzo se pridružila i konkurencija u lovu. 
Ovakav odnos prema vuku doveo je u zapadnoj i srednjoj Europi do besprimjernih progona, čiji cilj je bio, neovisno o mogućim posljedicama, potpuno istrijebljenje vukova. Vuk je tako, između ostalog, istrijebljen u Velikoj Britaniji (zadnji vuk ubijen 1743.), Danskoj (1772.) i Njemačkoj (1904.). U južnoj i istočnoj Europi je postojala puno veća tolerancija prema vuku (kao i drugim velikim zvijerima). I tu su, nakon značajnijih šteta, organizirani progoni vukova, ali njihov cilj nikada nije bio uništenje cijele populacije. 
Vuk je od 1970-ih godina do danas ipak ponovno naselio gotovo svaku kontinentalnu Europsku državu. Definirano je nekoliko populacija: u Iberiji, Alpama, na Apeninskom poluotoku, na Dinaridima i u Balkanu, na Karpatima, u Baltiku, Kareliji, na Skandinavskom poluotoku, u Europskom predjelu Rusije i u Srednjoj Europi.
Napadi na čovjeka
Dok su gubici stoke koji se pripisuju vukovina nesporni, napadi na čovjeka nikada nisu dokazani. Sigurni dokazi da je zdravi vuk napao čovjeka nikada nisu podastrti, niti u sjevernoj Americi, niti u Europi.

### Podvrste
- Canis lupus albus Kerr, 1792 - Tundra Wolf
- Canis lupus alces Goldman, 1941 - Kenai Peninsula Wolf †
- Canis lupus arabs Pocock, 1934 - Arabian Wolf
- Canis lupus arctos (Pocock, 1935) - North American Arctic Wolf
- Canis lupus baileyi (Nelson & Goldman, 1929) - Mexican Gray Wolf
- Canis lupus beothucus G.M. Allen & Barbour, 1937 - Newfoundland Wolf †
- Canis lupus bernardi Anderson, 1943 - Bernard's Wolf †
- Canis lupus campestris Dwigubski, 1804 - Steppe Wolf
- Canis lupus chanco Gray, 1863 - Mongolian Wolf
- Canis lupus columbianus Goldman, 1941 - British Columbia Wolf
- Canis lupus crassodon Hall, 1932 - Vancouver Island Wolf
- Canis lupus deitanus Cabrera, 1907 - South-eastern Spanish Wolf †
- Canis lupus dingo Meyer, 1793 - Dingo
- Canis lupus fuscus Richardson, 1839 - Cascade Mountains Wolf †
- Canis lupus griseoalbus Baird, 1858 - Manitoba Wolf †
- Canis lupus hallstromi Troughton, 1958 - New Guinea Singing Dog
- Canis lupus hattai Kishida, 1931 - Hokkaido Wolf †
- Canis lupus hodophilax Temminck, 1839 - Honshu Wolf Singing †
- Canis lupus hudsonicus Goldman, 1941 - Hudson Wolf
- Canis lupus irremotus Goldman, 1937 - Northern Rocky Mountains Wolf
- Canis lupus labradorius Goldman, 1937 - Labrador Wolf
- Canis lupus ligoni Goldman, 1937 - Alexander Archipelago Wolf
- Canis lupus lupus Linnaeus, 1758 - Gray Wolf
- Canis lupus lycaon Schreber, 1775 - Eastern Timber Wolf
- Canis lupus mackenzii Anderson, 1943 - Mackenzie Tundra Wolf
- Canis lupus manningi Anderson, 1943 - Baffin Island Wolf
- Canis lupus minor (Ogerien, 1863) †
- Canis lupus mogollonensis Goldman, 1937 - Mogollon Mountain Wolf †
- Canis lupus monstrabilis Goldman, 1937 - Texas Wolf †
- Canis lupus mosbachensis †
- Canis lupus nubilus Say, 1823 - Southern Gray Wolf
- Canis lupus occidentalis Richardson, 1829 - Northern Gray Wolf
- Canis lupus orion Pocock, 1935 - Greenland Wolf
- Canis lupus pallipes Sykes, 1831 - Indian Wolf
- Canis lupus pambasileus Elliot, 1905 - Alaska Wolf
- Canis lupus signatus Cabrera, 1907 - Iberian Wolf
- Canis lupus tundrarum Miller, 1912 - Alaskan Tundra Wolf
- Canis lupus youngi Goldman, 1937 - Southern Rocky Mountains Wolf †
- Canis lupus familiaris Linnaeus, 1758 Vernakilarni nazivi: Dog

### Ugroženost i zaštita
U vrijeme kad je vuk u velikim dijelovima Europe bio već iskorijenjen (19. stoljeće), živio je u Mađarskoj, Galiciji, Hrvatskoj, Sloveniji, Bosni, Srbiji, Rumunjskoj, Poljskoj, Rusiji i Skandinaviji.
U velikim dijelovima svijeta gdje (još) živi, vukove i danas aktivno progone. Međutim, sve više se jača spoznaja, da vuk ne predstavlja opasnost ni za čovjeka niti za poljoprivredu. Prihvaća se spoznaja, da u okviru zaštite okolišatreba zaštititi i vuka kao dobrodošli sastavni dio faune.
U Europi je vuk zaštićen s tri međudržavna dogovora:
- Washingtonskim sporazumom o zaštiti vrsta (CITES, Convention on International Trade in Endangered Species of Wild Fauna and Flora)
- Bernskom konvencijom i
- FFH-smjernicama (Fauna-Flora-Habitat-Richtlinie).

Sva tri dokumenta predviđaju zaštitu i zabranu trgovine živim vukovima kao i dijelovima njihovog tijela, kao i zaštitu njihove životne sredine te sadrže i obavezu da zemlje koje su potpisnici na odgovarajući način to pitanje riješe i svojim nacionalnim zakonodavstvom.

## Vukovi u Hrvatskoj
Populacija vuka u Hrvatskoj dio je veće Dinarsko-balkanske populacije koja nastanjuje Sloveniju, Hrvatsku i Bosnu i Hercegovinu te se nastavlja na jug Dinarida. Za cijelu tu populaciju procjenjuje se da ima oko 3900 vukova te da je uglavnom stabilna tijekom zadnjih 6 godina. Prema zadnjim procjenama Hrvatske agencije za okoliš i prirodu iz 2015. godine, u Hrvatskoj živi 156 jedinki vuka u 49 čopora. U Hrvatskoj je vuk stalno prisutan uzduž Dinarida, od granice sa Slovenijom do Crne Gore. Prema karti rasprostranjenosti u 2013. godini, u Hrvatskoj je vuk prisutan na 18 213 km2, a povremeno se pojavljuje na još 6072 km2. Rasprostranjenost populacije vuka u Hrvatskoj prostire se na području 9 županija: Sisačko-moslavačka, Karlovačka, Ličko-senjska, Primorsko-goranska, Istarska, Zadarska, Šibensko-kninska, Splitsko-dalmatinska i Dubrovačko-neretvanska. U 2015. godini područje rasprostranjenosti nije se mijenjalo u odnosu na 2013. i 2014. godinu. 
Vuk je u Republici Hrvatskoj strogo zaštićena vrsta sukladno Zakonu o zaštiti prirode, odnosno Pravilniku o strogo zaštićenim vrstama. Zakonom su zabranjeni svi oblici namjernog hvatanja ili ubijanja, namjerno uznemiravanje, posebno u vrijeme razmnožavanja i podizanja mladih te oštećivanje ili uništavanje područja za razmnožavanje ili odmaranje vuka kao strogo zaštićene vrste.

## Vuk umitovimai književnosti
Dvojaki karakter odnosa ljudi prema vuku koji je bio istovremeno štovan ali je i ulijevao strah, odrazio se u mnogim mitovima, bajkama i basnama kao i književnim djelima. U tu grupu spadaju i vjerovanja u vukodlake. U mnogim kulturama, među ostalim neka sjevernoamerička indijanska plemena kao i Turkmeni i Mongoli, se vuka smatra totemom. 
Uzbeci i Huni izvode porijeklo svojih naroda od vuka, a stari Turci su vučicu smatrali svojom pramajkom.
Prema rimskoj mitologiji je Romula i Rema dojila vučica. Slična legenda je postoji i kod Kira Velikog, osnivača Perzijskog Carstva, kojeg je Herodotovim pričama othranila vučica.
U književnosti se vuk pojavljuje u basnama, kao kod Ezopa i bajkama, kao u Crvenkapici braće Grimm.
U suvremenoj književnosti poznate su priče o vukovima Rudyard Kiplinga (Knjiga o džungli) i Jack Londona (Zov divljine, Bijeli očnjak). U djelu Hermanna Hessea Stepski vuk on se pojavljuje kao simbol usamljenika.

## Vanjske poveznice
|  | Zajednički poslužitelj ima stranicu o temi Canis lupus    |
|  | Zajednički poslužitelj ima još gradiva o temi Canis lupus |
|  | Wikivrste imaju podatke o taksonu Canis lupus             |

- Projekt "Zaštita i upravljanje vukovima u Hrvatskoj"
- Plan upravljanja vukom u Hrvatskoj
- Pravilnik o proglašavanju divljih svojti zaštićenim i strogo zaštićenim
- International Wolf Center (engl.)
- AWAP - Udruga za zaštitu divljih životinja  Arhivirana inačica izvorne stranice od 16. lipnja 2018. (Wayback Machine)